# Rocket Mortgage FieldHouse
Rocket Mortgage FieldHouse is een indoor-sportstadion gelegen in de Amerikaanse stad Cleveland, Ohio. Het stadion is vernoemd naar het bedrijf Rocket Mortgage. Het stadion wordt ook wel The Q genoemd.
De Republikeinse Partijconventie had in 2016 plaats in de Quicken Loans Arena.